# Erik Haamer
Erik Haamer, förnamnet även stavat Eerik eller Erich, född 17 februari 1908 i Arensburg på Ösel i Estland, död 4 november 1994 i Ytterby församling i Kungälvs kommun, var en estnisk-svensk målare och tecknare verksam i Sverige från 1945 fram till sin död. 

## Biografi
Haamer föddes på Ösel i Estland och var son till notarien Aleksander Haamer och Caroline Juliane Jasner. Efter gymnasiestudier fortsatte han sina studier 1928–1931 i idrottsfakulteten på Tartu universitet där han 1931 illustrerade ett häfte om crawlsimning. Konststudierna lockade och 1930 kom han in på Pallas Högre Konstskola i Tartu där han de följande fem åren studerade under Nikolai Triig samt under studieresor till Finland, Frankrike och Norge.
Efter slutförda studier fick han en tjänst som idrotts- och teckningslärare i Tartu pojkgymnasium, 1941 flyttade han till Tallinn och arbetade under krigsåren i Skolan för Bildkonst och Konsthantverk där han var lärare i måleri, teckning och anatomi. Han flydde hösten 1944 undan den sovjetiska ockupationen med båt från ön Vilsandi till Sverige där han återförenades med resten av familjen som i mars samma år hade flytt till Finland.
Åren 1945–1975 bodde han i Göteborg där han fram till 1954 arbetade i Etnografiska museets arkiv, därefter hos Nils Einar Erikssons Arkitektbyrå som ritare. Haamer flyttade 1975 till Kungälv.
Han medverkade i utställningar i Estland, Polen, Ungern, Italien, Kanada och USA samt i estniska konstnärers utställningar i Sverige. Hans konst består av figurkompositioner och landskapsmåleri samt illustrationer, bland annat illustrerade han Alex Milits utgåva av Estlands nationalepos Kalevipoeg. Haamer är representerad vid Moderna Museet och Örebro läns museum. 
Från 1931 var han gift med Lille Ploompuu, som dog 1954. Han gifte om sig 1963 med Kajsa Eriksson.